# Leonardo Pico
Rubén Leonardo Pico Carvajal (El Cocuy, 4 de octubre de 1991) es un futbolista colombiano. Juega como centrocampista y actualmente milita en Fortaleza CEIF de la Categoría Primera A colombiana.

## Trayectoria

### Inicios
Leonardo nació en El Cocuy, un municipio ubicado a 10 horas de Tunja al norte del departamento de Boyacá en el centro oriente de Colombia. Debido a una toma guerrillera, se trasladó a la edad de 14 años con su familia al municipio de Sogamoso. Allí, Leonardo siguió jugando al fútbol, y a esa edad ingresó a las divisiones inferiores del Patriotas, el equipo de su departamento, y del cual es hincha.

### Patriotas Boyacá
Luego de hacer un proceso de más de 6 años en las divisiones inferiores, el jugador de El Cocuy, debutó como profesional con Patriotas Boyacá, cuando el equipo jugaba en la Categoría Primera B. Ese año, ayudaría a su equipo a ascender, ya que Patriotas venció en la promoción al América de Cali. Así el equipo boyacense jugaría por primera vez en su historia en la Primera División. En el 2012, Pico jugó algunos partidos, demostrando sus virtudes, teniendo una buena primera experiencia en la Primera División del Fútbol Colombiano. En el 2013, jugó poco pero tuvo buenos partidos. En 2014, fue el año en el que Leonardo se afianzó en la nómina titular y se convirtió en uno de los referentes del equipo. Un año después, Pico fue nombrado capitán del equipo titular, siendo además uno de los jugadores más destacados de su equipo jugando más de 32 partidos. En el segundo semestre del 2015, anotó su primer gol como futbolista profesional, luego de marcarle al Cortuluá en un partido que quedó empatado 2-2.
Además, ese año Pico fue uno de los volantes de marca más destacados de la Categoría Primera A. En el 2016, Pico seguiría siendo un jugador muy importante para su equipo ayudándolo a tener buenos partidos tanto en Liga Águila, como en la Copa Colombia. Gracias a sus grandes partidos, y su buena labor como capitán de Patriotas Boyacá, Rubén Leonardo fue comprado por Independiente Santa Fe. 

### Santa Fe
A mediados del 2016, Pico es contratado por Independiente Santa Fe de la ciudad de Bogotá. Con el equipo cardenal, el boyacense juega tanto como en Liga Águila, como en torneos internacionales como la Copa Suruga Bank, y la Recopa Sudamericana.

### Junior
Leonardo Pico es cedido al Atlético Junior en 2017, donde logra un destacado desempeño y se gana el cariño de la afición por su entrega al equipo y seguridad en el mediocampo. El 17 de diciembre de 2018 ganó su segundo título como rojiblanco, Junior se coronó campeón del Torneo Finalización 2018 tras derrotar en la final a Independiente Medellín. El equipo tiburón se impuso por un marcador global de 5-4.

## Clubes
| Club             | País     | Año           |
| ---------------- | -------- | ------------- |
| Patriotas Boyacá | Colombia | 2011 - 2016   |
| Santa Fe         | Colombia | 2016          |
| Junior           | Colombia | 2017 - 2020   |
| Santa Fe         | Colombia | 2021 - 2022   |
| Once Caldas      | Colombia | 2022-2023     |
| Fortaleza CEIF   | Colombia | 2023-presente |

## Estadísticas
| Club                        | Div.       | Temporada | Liga  | Liga  | Copa Nacional | Copa Nacional | Copa Internacional | Copa Internacional | Total | Total |
| Club                        | Div.       | Temporada | Part. | Goles | Part.         | Goles         | Part.              | Goles              | Part. | Goles |
| --------------------------- | ---------- | --------- | ----- | ----- | ------------- | ------------- | ------------------ | ------------------ | ----- | ----- |
| Patriotas Boyacá · Colombia |            |           |       |       |               |               |                    |                    |       |       |
| 2.ª                         | 2011       | 10        | 0     | -     | -             | -             | -                  | 10                 | 0     |       |
| 1.ª                         |            |           |       |       |               |               |                    |                    |       |       |
| 2012                        | 14         | 0         | 9     | 0     | -             | -             | 23                 | 0                  |       |       |
| 2013                        | 21         | 0         | 8     | 0     | -             | -             | 29                 | 0                  |       |       |
| 2014                        | 33         | 0         | 8     | 0     | -             | -             | 41                 | 0                  |       |       |
| 2015                        | 35         | 1         | 2     | 0     | -             | -             | 37                 | 1                  |       |       |
| 2016                        | 19         | 1         | 3     | 0     | -             | -             | 22                 | 1                  |       |       |
| Total club                  | Total club | 132       | 2     | 30    | 0             | -             | -                  | 162                | 2     |       |
| Santa Fe · Colombia         |            |           |       |       |               |               |                    |                    |       |       |
| 1.ª                         | 2016       | 7         | 0     | 2     | 0             | 2             | 0                  | 11                 | 0     |       |
| Total club                  | Total club | 7         | 0     | 2     | 0             | 2             | 0                  | 11                 | 0     |       |
| Junior · Colombia           |            |           |       |       |               |               |                    |                    |       |       |
| 1.ª                         | 2017       | 25        | 1     | 10    | 0             | 11            | 0                  | 46                 | 1     |       |
| 1.ª                         | 2018       | 30        | 0     | 2     | 0             | 15            | 0                  | 47                 | 0     |       |
| 1.ª                         | 2019       | 27        | 0     | 2     | 1             | 1             | 0                  | 30                 | 1     |       |
| 1.ª                         | 2020       | 13        | 0     | 2     | 0             | 7             | 0                  | 22                 | 0     |       |
| Total club                  | Total club | 95        | 1     | 16    | 1             | 34            | 0                  | 145                | 2     |       |
| Santa Fe · Colombia         |            |           |       |       |               |               |                    |                    |       |       |
| 1.ª                         | 2021       | 33        | 0     | 4     | 0             | 6             | 0                  | 43                 | 0     |       |
| 1.ª                         | 2022       | 3         | 0     | 2     | 0             | -             | -                  | 5                  | 0     |       |
| Total club                  | Total club | 36        | 0     | 6     | 0             | 6             | 0                  | 48                 | 0     |       |
| Total                       | Total      | Total     | 270   | 3     | 54            | 1             | 42                 | 0                  | 366   | 4     |

## Palmarés

### Campeonatos nacionales
| Título                | Club             | País     | Año  |
| --------------------- | ---------------- | -------- | ---- |
| Primera B             | Patriotas Boyacá | Colombia | 2011 |
| Torneo Finalización   | Santa Fe         | Colombia | 2016 |
| Copa Colombia         | Junior           | Colombia | 2017 |
| Torneo Finalización   | Junior           | Colombia | 2018 |
| Superliga de Colombia | Junior           | Colombia | 2019 |
| Torneo Apertura       | Junior           | Colombia | 2019 |
| Superliga de Colombia | Junior           | Colombia | 2020 |
| Superliga de Colombia | Santa Fe         | Colombia | 2021 |

### Copas internacionales
| Título           | Club     | País  | Año  |
| ---------------- | -------- | ----- | ---- |
| Copa Suruga Bank | Santa Fe | Japón | 2016 |

### Distinciones individuales
| Distinción                               | Club             | País     | Periodo     |
| ---------------------------------------- | ---------------- | -------- | ----------- |
| Jugador con más partidos diputados (162) | Patriotas Boyacá | Colombia | 2011 - 2016 |